# Colonizzazione greca

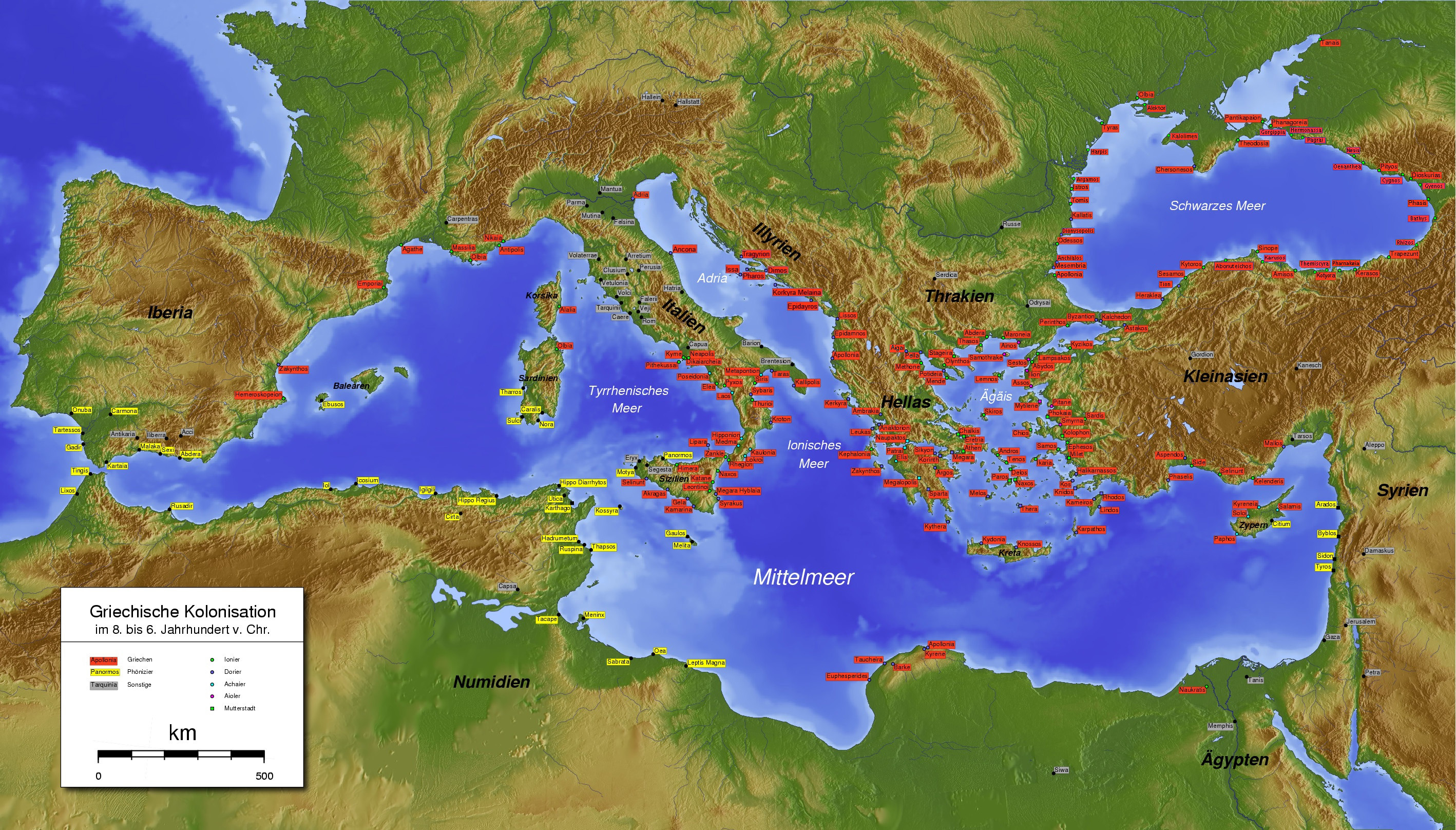
Il Mediterraneo intorno al IV secolo a.C. Gli insediamenti greci sono indicati in rosso.

La colonizzazione greca è il termine con cui si definiscono due ondate colonizzatrici da parte dei popoli greci prima nel XII secolo a.C. e poi tra l'VIII e il V secolo a.C.
Inoltre, la seconda colonizzazione greca scaturì da vari fattori come: l'aumento della popolazione, poca disponibilità di terre coltivabili e varie difficoltà economiche e Politiche.

## La prima colonizzazione

### Cause
Secondo la tradizione, la prima colonizzazione greca fu causata dall'invasione dei Dori intorno al XII secolo a.C.. Si tratta di un evento di cui non si hanno testimonianze dirette, a causa della scomparsa delle fonti scritte nella cosiddetta età pre-arcaica o Medioevo ellenico.
Dopo la caduta della civiltà micenea ci fu un primo spostamento verso le coste dell'Asia Minore da parte di alcune popolazioni; durante l'XI secolo a.C. gruppi di coloni arrivarono nell'Attica stabilendosi poi nella parte centrale della costa anatolica e sulle isole prospicienti di Samo e Chio: quest'area prese il nome di Ionia. A Nord si stabilirono coloni di stirpe eolica (provenienti dalla Tessaglia e Beozia) dai quali la regione prese il nome di Eolide. Infine i Dori si stanziarono nella parte meridionale delle coste e nelle isole di Coo e Rodi, nella regione che prese il nome di Doride d'Asia, da distinguere dalla tradizionale Doride situata in Grecia.

### Conseguenze politiche
In seguito alla prima colonizzazione (terminata a metà del IX secolo a.C.), le zone antistanti il Mar Egeo (coste della Penisola ellenica e della Penisola anatolica), si poterono distinguere tre distinte fasce di colonizzazione:
- la fascia dorica, dove si stabilirono i Dori. Si tratta delle zone più meridionali dell'Asia Minore e di buona parte del Peloponneso. Tra le città doriche si possono annoverare Alicarnasso e Cnido in Asia Minore e Corinto e Sparta in Grecia, oltre alle isole di Creta e Rodi.
- la fascia ionica, dove si stabilirono gli Ioni. È una fascia centrale, che comprende le città di Mileto ed Efeso in Asia Minore e di Atene in Grecia, note per essere state la culla della filosofia, oltre all'isola dell'Eubea e alla penisola dell'Attica.
- la fascia eolica, patria degli Eoli. È la regione più settentrionale, che comprende la Beozia, la Tessaglia e la parte settentrionale della fascia costiera dell’Anatolia sul mar Egeo con l'isola di Lesbo, patria dei poeti Saffo e Alceo.

## La seconda colonizzazione
La seconda colonizzazione avvenne per motivi diversi, dall'VIII al V secolo a.C..
I cittadini liberi (il δῆμος) reclamavano maggiore autonomia e, con l'arricchimento che portarono loro i commerci e gli altri beni mobili, decisero di avventurarsi a colonizzare nuove terre. Inoltre, la Grecia era un paese povero di risorse come fiumi, campi coltivabili, dato il territorio scosceso e tutto ciò contribuì alla scarsità di materie prime, che portò alle migrazioni.
Furono colonizzate vaste aree della Sicilia e dell'Italia meridionale, quest'ultima detta perciò Μεγάλη 'Ηλλάς (Megále hellás, Grande Grecia). Furono importanti le colonie di Kýmē (odierna Cuma), Naxos (Giardini Naxos), Tauromenion (Taormina), Zancle (Messina), Kroton (Crotone), Taras (Taranto), Katane (Catania), Syrakousai (Siracusa), Géla (la moderna Gela sorge nello stesso sito), Akragas (Agrigento), Parthenope (poi rifondata come Neapolis, e successivamente Napoli), Pithekoussai (nell'Isola d'Ischia), Dikaiarcheia (Pozzuoli), Poseidonia (Paestum), Rhegion (Reggio Calabria), Lokroi Epizephyrioi (Locri Epizefiri), Metapontion (Metaponto), Elea, denominata Velia in epoca romana e successivamente Ascea.
In Francia sorse Massalia (Marsiglia), ad opera di cittadini focesi. Furono fondate molte colonie anche sul Mar Nero, tra cui Bisanzio e Trapezunte. In alcuni casi, i greci dovettero scontrarsi coi Fenici e i Punici poi, che avevano anche loro stabilito una rete di colonie nel Mediterraneo occidentale (guerre greco-puniche).

### Fondazioni da parte di città della seconda colonizzazione
Alcune poleis della seconda colonizzazione fondarono a loro volta altre colonie. Notevole il caso di Siracusa, fondazione corinzia, che fondò tra VII e VI secolo a.C. nella Sicilia sud-orientale Eloro, Acre, Casmene e Kamarina.
Sempre Siracusa, ma nel IV secolo a.C. fondò in Adriatico una serie di nuove colonie: in Italia Ankón (attuale Ancona, colonia popolata con esuli politici), ed Adrìa (attuale Adria); in Dalmazia Issa (attuale Lissa) e in Albania Lissos (attuale Alessio). Siracusa, inoltre, collaborò con Paro nella fondazione di Pharos (attuale Cittavecchia), nell'isola di Lesina. La colonia siracusana di Issa a sua volta fondò Tragyrion (attuale Traù), Korkyra Melaina (attuale Curzola) ed Epetion (attuale Stobreč, sobborgo di Spalato) ed utilizzava l'emporio greco di Salona.
Altre colonie greche, anche se in misura minore rispetto a Siracusa, furono attive nella fondazione di sub-colonie: Taras (l'attuale Taranto) fondò Herakleia (Policoro) e Kallìpolis (Gallipoli); Rhegion (l'attuale Reggio Calabria) fondò Pyxus (Policastro Bussentino) in Campania; Locri Epizefiri (l'attuale Locri) fondò Medma (Rosarno) e Hipponion (Vibo Valentia) in Calabria; Sibari fondò Poseidonia (Paestum), in Campania; Kroton (l'attuale Crotone) fondò Terina e Skylletion (Squillace); Zancle (attuale Messina) fondò infine Metauros (Gioia Tauro) in Calabria.
La colonia focese di Massalia (Marsiglia), fondò una serie di colonie nel Mediterraneo occidentale. In Iberia hanno questa origine le città di Emporion (o Ampurias, L'Escala) ed Hēmeroskopeion (Dénia). Nella Francia mediterranea le colonie fondate da Massalia furono Agathe (Agde), Antipolis (Antibes), Nikaia (Nizza), Olbia (Hyères), Taurois (Le Brusc).

### Le caratteristiche delle colonie
Le nuove colonie greche si caratterizzavano per il forte legame con la madrepatria: erano a tutti gli effetti delle città greche, nei costumi, nell'organizzazione, nell'urbanistica e nella lingua.
Ogni colonia greca conservava una notevole autonomia culturale e, quando possibile, la imponeva nei territori colonizzati. Anche quando le colonie greche venivano assoggettate da altre popolazioni, tendevano a mantenere una propria identità culturale e politica nei confronti dei dominatori.
Un'altra caratteristica che funge da tratto caratterizzante delle diverse colonie greche è la lingua. Seppure differenziata in molti dialetti, la lingua greca ha una grammatica di base comune per tutti i greci. Col passare dei secoli il dialetto greco "attico", quello maggiormente utilizzato dagli scrittori, diventa la lingua ufficiale dei popoli greci.